# Hypercompe anomala
Hypercompe anomala är en fjärilsart som beskrevs av Hermann Burmeister 1883. Hypercompe anomala ingår i släktet Hypercompe och familjen björnspinnare. Inga underarter finns listade i Catalogue of Life.